# Slanke borstelroofvlieg
De slanke borstelroofvlieg (Dysmachus picipes) is een vlieg uit de familie van de roofvliegen (Asilidae). De wetenschappelijke naam van de soort werd als Asilus picipes in 1820 gepubliceerd door Johann Wilhelm Meigen.